# 安国 (于阗)
安国，东汉时于阗（今新疆维吾尔自治区和田地区）王，父亲于阗王建。
152年正月，西域长史王敬在拘弥王成国怂恿下杀死于阗王建。于阗国侯、大将输僰等集合部队攻打王敬，王敬拿着建的人头上楼说：“是天子派我来诛杀建的！”输僰不听，冲到楼上，斩杀王敬，将王敬的人头悬挂于街市示众。输僰自立为于阗王，国人杀死输僰，拥立安国为于阗王。175年，安国攻打拘弥，斩杀拘弥王。戊己校尉、西域长史分别出兵援救，拥立王子定兴为拘弥王。